# Агапий Грипарис
Агапий (на гръцки: Αγάπιος, Агапиос) е православен духовник, митрополит на Цариградската патриаршия.

## Биография
Роден е в XVIII век на Сифнос, тогава в Османската империя, със светското име Грипарис (Γρυπάρης). Брат е на силиврийския митрополит Хрисант (1777 - 1790). Замонашва се в манастира „Света Богородица Изворна“ на Сифнос. Служи като протосингел на Деркоската митрополия.
От декември 1768 до февруари 1778 година е серски митрополит. През февруари 1778 година е избран за митрополит на Кизическата епархия. Умира през септември 1794 година в Арнавуткьой (Мега Ревма), където е погребан.